# おヒマなら来てよネ!
『おヒマなら来てよネ!』（おヒマならきてよネ）は、1987年10月22日から同年12月24日まで、フジテレビ系列で毎週木曜20:00 - 20:54 (JST) に全9話が放送された日本の連続テレビドラマ。

## 概要
東京・向島の老舗料亭みすずを舞台としたドラマ。

## あらすじ
主人公の希望（のぞみ）は佐竹家の長女として育つが、中学時代に養女であることを告げられてから内気な性格となる。本当の父親は板前の山本。ある日、料亭の慰安旅行先で自分とそっくりな子連れの女性・洋子（中山美穂の二役）と出会う。希望と洋子は、お互いの出身地も生年月日も違うということで偶然の出会いと感じる。しかし、みすずに洋子が転がり込んできたことにより、2人を巡る物語が始まる。

## キャスト
佐竹希望 - 中山美穂
料亭・佐竹家の養女。養女との立場からわがままが言えず、唯一のわがままとして英会話教室に通うことを願い出る。将来、通訳になることを目指している。
広瀬洋子 - 中山美穂
希望と反対で明るい性格。自身が連れている赤ん坊の純くんについてはあまり語らない。希望と知り合ってからお座敷に出るようになる。源氏名は夢千代。
佐竹ヒロシ - 松村雄基
予備校生。2浪。東京医科大学を目指している。希望に好意を抱く。別名、向島の若旦那。
上田誠 - 金山一彦
洋子を追って大阪からやってくる。実は腕の立つ板前。
佐竹えりか - 伊藤智恵理
佐竹家の次女。典型的な現代っ子。誠の影響で大阪弁で話すようになる。
鈴木八重子 - 工藤静香
タバコ屋の娘。希望とは幼馴染で内気な性格。しかし、お酒が入ると性格が豹変する。
石井紀子 - 相楽ハル子
東京医科大生。求人雑誌を見て芸者になる。源氏名、いちご。
泊清美 - 遠藤由美子
東京医科大生。求人雑誌を見て芸者になる。源氏名、とまと。
鶴八 - 室井滋
みすずの芸者達のリーダー格。
鶴次郎 - 神津はづき
みすずの芸者。
夕顔 - 広田玲央名
みすずの芸者。
青木絢子（葵姉さん） - 黒田福美
みすずの芸者。みすずの前で喫茶店マーメイドを開いている。
青木しおり - 横尾薫
青木絢子の娘。喫茶店マーメイドの看板娘。
大久保毅 - 石井章雄（ラサール石井）
夜な夜な雄太郎と飲み歩いている。
薄井 - 車だん吉
酒屋。雄太郎や大久保と飲み歩いている。
佐竹雄太郎 - 佐藤慶
佐竹家主人。遊びほうけている。小夏に頭があがらない。
佐竹小夏 - 白川由美
料亭みすずの女将。希望の事を実の娘の様に育てている。
佐竹艶子 - 沢村貞子（特別出演）
みすずの大女将。現在は隠居暮らしをしている。
純くん - 村上遼
洋子が連れていた赤ん坊。
料亭みすずの仲居 - 三田恵子

## 各話毎のキャスト

### 第1話
教師 - ケント・デリカット（第2話・第8話にも出演）
英会話教室教師。
工藤 - ガッツ石松（第2話にも出演）
料亭みすずの板前。料亭と希望の金を持ち出す。
温泉芸者 - 田根楽子、おきゃんぴー、ピンクの電話
宴会場で鶴八達と争う。
その他
加藤正之(声優)、清水大敬、白浜健三、高岡良平、出井広美、田中千麻、斉藤千恵子、合崎由岐

### 第2話
料亭の常客 - 龍虎
料理の変化にすぐ気づき女将に一言言ってしまう。
子供たち - 石堂穣、早瀬裕一、岡部浩之、川名誠、山本美洋（第4話にも出演(石堂を除く)）
しおりを口説くために店に入り浸る。
その他
伊藤正博、加賀谷純一、関篤、明石良、江崎和代、池田功、寺島進、村上遼、曽根未来、天木英津子、丸山多恵

### 第3話
深川高子 - 岩本千春（第4話にも出演）
純くんの生みの親。洋子から純くんを奪う。
佐々木 - 石井光三
みすずの常客。料理に文句を付け誠と喧嘩沙汰になり、洋子に叩かれる。
その他
梅原正樹、西尾徳（声優）、原てい光、後藤康夫、児玉頼信、新城彰、新富重夫

### 第4話
三村正 - 布施博
高子の男。純くんの父親。
子供 - 浅尾和憲
しおりを口説くために店に入り浸る。
その他
北村克己、山下一夫、細見良行、小林睦歩、村越一由、小林健一、寺阿本晴彦、中島好彦

### 第5話
番組司会者 - ちびっこギャング（藤井一男・越川大介）
オールナイトフジ司会者。
お客達 - 大多亮、杉田成道、小野原和宏
フジテレビのお客
ホテルの女 - 杉原光輪子
ホテルの男 - 須間一也
その他
山瀬秀雄、加藤治（声優）、奥野匡、下坂泰雄、渡会良彦、板倉佳司、山下直己、浅見勝義、栗田幸博

### 第6話
佐藤幸雄、相田康次、樋口美樹、大友由香、小林ありさ、三好康子、一橋大介、森富士夫、岸本優美、植田恵美子、鈴木真樹

### 第7話
八木 - 小倉久寛
TBSプロデューサー（モデルは八木康夫）。希望が売掛の回収に向かう。
その他
新井量大、小野敦子、戸沢佑介、川部修詩、島英司、合崎由岐、池田功、明石良、本田清澄、福永幸雄

### 第8話
みすずの客 - アントン・ウィッキー、宗治中、マイケル・フォーリン
英会話教室教師の友人。
みすずの客 - 市川勇、高橋等
西村涼子 - 松本留美（第9話にも出演）
希望と洋子の母親
西村綾 - 土井千恵子（第9話にも出演）

### 第9話
幼少の洋子 - 吉村涼
その他 - 西村淳二、五月晴子、鈴木よしひろ、玖島勝明、川又利江

## 主題歌
- 主題歌「CATCH ME」（キングレコード、作詞・作曲：角松敏生、歌：中山美穂）
- エンディングテーマ「ラストシーンに愛をこめて」（キングレコード、作詞：岡田冨美子、作曲：鈴木キサブロー、歌：中山美穂）

## スタッフ
- 脚本：伴一彦
- 演出：河毛俊作、小野原和宏、光野道夫
- プロデューサー：山田良明
- 音楽：ピチカート・ファイヴ
- 美術：水上啓光
- 技術：高津芳英
- 撮影：山下悟
- 照明：藤原武夫
- 映像：松田年世
- 録画：山本米勝
- 音声：市村雅彦
- 編集：石井和男・小泉義明
- 技術アドバイザー：皆川慶介
- 音響効果：塚田益章
- 美術プロデューサー：松尾嘉之
- 技術進行：相馬徹
- タイトル：山形憲一
- 大道具：川久保賢治
- 装飾：内村和裕
- 持道具：塩出健
- スチール：島田和之
- 衣裳：大森茂雄
- メイク：山口千鶴
- かつら：亀井博
- 視覚効果：北條光昭
- スタイリスト：堀切ミロ
- 広報：石田卓子
- 制作協力 - 渋谷ビデオスタジオ、向嶋墨堤組合、ビッグアップル
- プロデューサー補：大多亮
- 制作主任：佐々木亨
- 記録：後藤厚子
- 演出補：小林淳郎
- プロデュース：山田良明
- 制作著作：フジテレビ

## 放送日程
| 各話   | 放送日         | サブタイトル                                  | 演出       |
| ------ | -------------- | --------------------------------------------- | ---------- |
| 第1話  | 1987年10月22日 | 美穂VS美穂! 運命の出会い                      | 河毛俊作   |
| 第2話  | 1987年10月29日 | どっちの美穂とキスしたの!?                    | 河毛俊作   |
| 第3話  | 1987年11月5日  | 変装デート! バレたかな?                       | 小野原和宏 |
| 第4話  | 1987年11月12日 | キャッチミー! みぽりんの赤ちゃん誘拐          | 小野原和宏 |
| 第5話  | 1987年11月19日 | 美穂一人三役・静香の酔っぱらい演歌!           | 光野道夫   |
| SP     | 1987年11月26日 | 緊急生放送スペシャル「中山美穂ダウン!」       |            |
| 第6話  | 1987年12月3日  | 美穂家出! 追いかけて原宿物語                  | 河毛俊作   |
| 第7話  | 1987年12月10日 | ねえ! 私の恋を受けとめて                      | 河毛俊作   |
| 第8話  | 1987年12月17日 | 発覚! 私たちはやっぱり双子                    | 小野原和宏 |
| 最終話 | 1987年12月24日 | ラストシーンより愛をこめて! Xマスのオルゴール | 光野道夫   |

## 撮影
向島が舞台のため、三囲神社や近くの桜橋などが頻繁に登場した。

## その他
- 各話のエンディング時にNGシーンが放送された。
- 第6話ではNG集が付されており、何度もNGが出て最後には中山美穂が笑い転げるシーンで終わる。
- 第7話では洋子を指名する客役で本作のディレクターが出演した。
- 最終話では放送日の12月24日にちなみオープニングにクリスマスショートコントが挿入され、そのスラップスティックな内容に、それまで大映ドラマなどで硬派な役柄を演じていた松村雄基が「7年間積み上げてきた役柄のイメージはどうするの!?」と自嘲を漏らした。
- 当初、本作は全10話の予定であったが、中山美穂が溶連菌感染症で入院したため、予定より1話短くなった。第6話の放送が予定されていた11月26日は「緊急生放送スペシャル」と題し、VTRとスタジオトーク（ラサール石井を司会に共演者たちが出演、中山美穂も時折電話で参加）で撮影の舞台裏を振り返る等の内容で放送された。
- ファミリーコンピュータ ディスクシステム用ソフト『中山美穂のトキメキハイスクール』の抽選でもらえたビデオテープには、本作のメイキング映像が収録されている。